# TATSUYA
TATSUYA（たつや、1985年11月9日 - ）は、ヒューマンビートボックスを主な表現手法とするミュージシャンである。一般社団法人日本ヒューマンビートボックス協会の代表理事も務めている。

## 来歴
20歳のとき、近所のデパートで行われたヒューマンビートボックスのパフォーマンスに感動し、独学で練習を始める。
2009年の6月、日本で本格的にヒューマンビートボックスを広めるために、24歳の若さで一般社団法人日本ヒューマンビートボックス協会を立ち上げ、代表理事となる。
2011年にギターリストの雅に憧れ、スラップベースを口でパフォーマンスし、その年のJapanBeatBox Championship2011で優勝する。
ももいろクローバーZの大型ライブ「ももいろクリスマス2019 〜冬空のミラーボール〜」では演出上の重要な役割を担い、メンバーともヒューマンビートボックスで共演した。（ライブ映像）

## 出演

### CM
- 岡谷酸素-2011年9月
- ソニーモバイルコミュニケーションズXperia GX SO-04D/Xperia SX SO-05D「バレエ×ビートボックス」篇-2012年8月
- 日産・セレナ「ハンズフリードア」篇-2016年12月
- 和光地所 「LIKE STYLE」-2017年11月
- 日本マクドナルド「ブアツく生きよう」キャンペーン「アツ！チーダブチ」「アツ！チーてりやき」-2020年1月

### テレビ
- 「テレ遊びパフォー」（NHK）-2008年5月20日
- 「世界1のSHOWタイム ～第4弾 ギャラを決めるのはアナタ～」（日本テレビ）-2011年10月9日
- 「玄人跣～プロとアマの仁義ある戦い～」（フジテレビ）-2012年11月4日
- 「天才てれびくん」（NHK）-2015年12月16日
- 「王様のブランチ」-2016年3月
- 「Momm!!特別編・中居くん家に達人が！ノブコブ吉村とリズムコラボも？」(TBS)-2016年4月25日
- 「#ジューダイ」（NHK）-2018年8月9日[1]
- 「すイエんサー「超かっこいいヒューマンビートボックス　スペシャル」」（NHK Eテレ）-2019年10月1日[2]
- 「沼にハマってきいてみた」（NHK Eテレ）-2020年2月3日[3]
- マツコの知らない世界「ヒューマンビートボックスの世界」（TBS）-2021年4月6日[4]

### イベント
- つるの剛士主催「つるロックフェス2010」-2010年8月11日
- TED×Nihonbashi　Speaker出演-2018年12月2日
- エハラマサヒロ主演「ミュージカルマン」-2019年9月20日、21日、22日　[5]
- ももいろクローバーZ「ももいろクリスマス2019」-2019年12月7日、24日、25日　[6]
- Twitterトレンド大賞 2019-2019年12月26日（BUZZ LA ZARU O EMAIとして出演）
- ディズニー・オン・クラシック ～ジルベスター・コンサート2019/2020-2019年12月30日、31日[7]
- BUZZ LA ZARU O EMAI TOKYO 2020-2020年2月2日（BUZZ LA ZARU O EMAIとして出演）
- TEEチャンネル24時間LIVE配信-2020年3月16日

## 作品
- 独裁 -monopolize-2013年2月27日発売にゲスト参加[注 1]
- LINE（即興）アナログ盤-2020年8月29日発売[注 2]（BUZZ LA ZARU O EMAIとして参加）[8]

## バトル
2009年
- InternaEonalBeatboxConvenEon2009 イギリス・ ロンドン大会出演
- WorldBeatboxChampionship2009 ドイツ・ ベルリン大会出演

2010年
- JapanBeatboxChampionship2010 チームコンテスト優勝(人ISM)

2011年
- JapanBeatboxChampionship2011 ソロバトル優勝

2012年
- JapanBeatboxChampionship2012 チームコンテスト優勝(Mad4th)
- WorldBeatboxChampionship2012 ドイツ・ベルリン大会出演 2013年
- JapanBeatboxChampionship2012 ソロバトル優勝

2013年
- GrandBeatBoxBattle2013　日本代表出場

2014年
- LA CUP 2014 (フランス) 国際大会日本人初の4位

2015年
- WorldBeatboxChampionship2015 ドイツ・ ベルリン大会出演

2016年
- BEATBOX BATTLE ROYAL2016(シンガポール) 国際大会日本人初の優勝

2024年
- 破天共鳴 × KING OF KINGS 優勝(ラッパーMOL53とのタッグ)